# Conseil d’amirauté
Der 1824 gegründete und 1889 abgeschaffte Conseil d’amirauté (deutsch: Admiralitätsrat bzw. Marinerat) war ein französisches Beratungsgremium, das dem Ministerium für Marine und Kolonien beigeordnet war.

## Historischer Hintergrund
Der Admiralitätsrat war der Nachfolger des „Marinerats“ des Ancien Régime, der durch eine Verordnung vom 3. November 1715 eingerichtet, 1788 neu organisiert und durch die Französische Revolution 1791 abgeschafft wurde.
Der „Marinerat“ wurde durch einen kaiserlichen Erlass vom 24. Juli 1810 wieder gegründet und durch die Erste Restauration im Jahr 1814 erneut aufgelöst.

## Als ministeriale Institution
Der „Conseil d'amirauté“ wurde durch einen königlichen Erlass vom 4. August 1824 gegründet.
Er stand unter der Aufsicht des Ministeriums für Marine und Kolonien und trat in Paris unter dem Vorsitz des Ministers oder, in dessen Abwesenheit, unter der Autorität eines von diesem ernannten Vizepräsidenten zusammen. Der Rat bestand aus sieben Mitgliedern, die unter den Generalstabsoffizieren der französischen Marine, den leitenden Offizieren der Marineverwaltung oder den ehemaligen Verwaltern der Kolonien ausgewählt wurden.
Die Aufgabe des Rates bestand darin, eine beratende Stellungnahme zu allen Themen im Zusammenhang mit der See- und Kolonialgesetzgebung, der Organisation, Führung und dem Einsatz der Marinestreitkräfte, der Verwaltung der Kolonien, dem allgemeinen Dienst in der Marine und in den Kolonien, der Versorgung, der Baumaßnahmen und der (Schiffs-)Konstruktionsarbeiten.
Durch ein Dekret vom 3. Mai 1848 wurde der Rat in „Conseil de l'amirauté“ umbenannt. Darüber hinaus wurden seine Befugnisse erweitert. Es konnten nun Offiziere im aktiven Dienst aller Ränge aus der Marine, der Schifffahrtstechnik oder dem „Commissariat de la Marine“ aufgefordert werden, dem Rat beizutreten. Die Entwicklung der Beförderungs- und Einsatztabellen für Marineoffiziere sowie der Vorschlagstabellen für die Ehrenlegion fiel nun ebenfalls in den Zuständigkeitsbereich des Rates.
Durch ein Dekret vom 9. Juni 1852 führte das Zweite Kaiserreich die Bezeichnung „Conseil d'amirauté“ wieder ein. Gleichsam schränkte das Dekret seine Zusammensetzung erneut dadurch ein, das nun die Anzahl und der Rang seiner Mitglieder festlegt wurde. Nun wurden Offiziere im aktiven Dienst der verschiedenen Marinestreitkräfte für eine Dienstzeit von drei Jahren ausgewählt, wobei der Rat nun aus acht ordentlichen Mitgliedern aus Generalstabs- oder höheren (Stabs-)Offizieren, einem Sekretär und drei stellvertretenden Mitgliedern, allesamt ebenfalls Stabsoffiziere, bestand. In Abwesenheit des Ministers, der von Rechts wegen Präsident des Rates war, wurde dieser Rat vom Generalstabsoffizier mit dem höchsten Rang und Dienstalter geleitet.

## Das Ende des Admiralitätsrates
Der „Conseil d’amirauté“ wurde durch die Schaffung des „Conseil supérieur de la France d'outre-mer“ (deutsch: „Oberster Rat der Kolonien“), der durch ein Dekret vom 19. Oktober 1883 eingesetzt wurde, von seinen kolonialen Zuständigkeiten enthoben, behielt aber seine Rechte in Bezug auf die Marine bei. Schließlich wurde das Gremium durch die Einrichtung eines neuen Gremiums, des „Conseil supérieur de la Marine“ (deutsch: „Oberer Rat der Marine“), das durch ein Dekret vom 5. Dezember 1889 geschaffen wurde, abgeschafft.